# Saint-Joseph-de-Rivière
Saint-Joseph-de-Rivière is een gemeente in het Franse departement Isère (regio Auvergne-Rhône-Alpes). De plaats maakt deel uit van het arrondissement Grenoble. Saint-Joseph-de-Rivière telde op 1 januari 2022 1.243 inwoners. 

## Geografie
De oppervlakte van Saint-Joseph-de-Rivière bedroeg op 1 januari 2022 17,39 vierkante kilometer; de bevolkingsdichtheid was toen 71,5 inwoners per km². De gemeente ligt ten westen aan de voet van de Chartreuse.

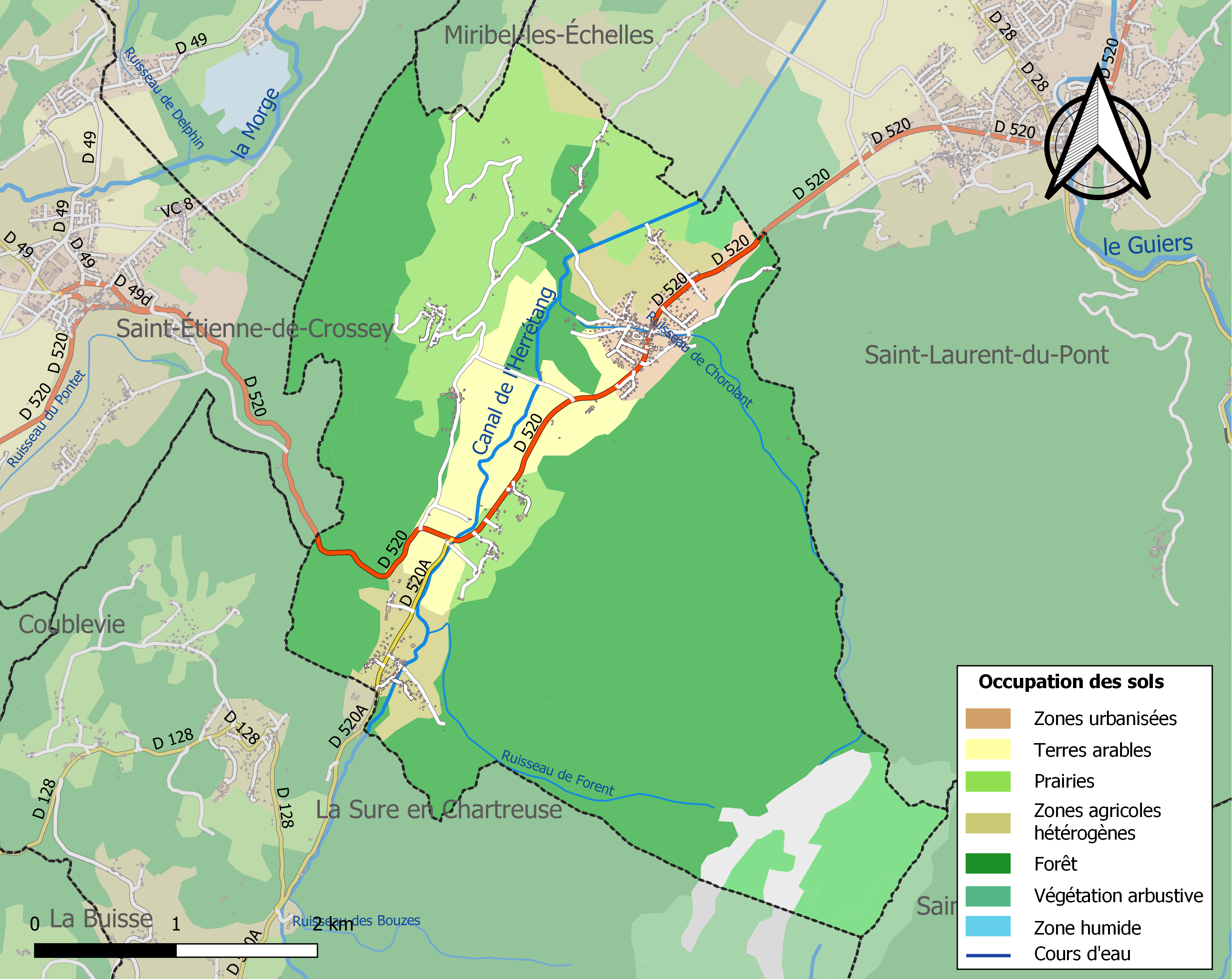
Kaart van de gemeente met de belangrijkste infrastructuur, bodemgebruik en omliggende gemeenten

## Demografie
Onderstaande figuur toont het verloop van het inwonertal (bron: INSEE-tellingen).